# Château-sur-Cher
Château-sur-Cher är en kommun i departementet Puy-de-Dôme i regionen Auvergne-Rhône-Alpes i centrala Frankrike. Kommunen ligger i kantonen Pionsat som tillhör arrondissementet Riom. År 2022 hade Château-sur-Cher 67 invånare.

## Befolkningsutveckling
Antalet invånare i kommunen Château-sur-Cher
| Referens: INSEE |